# Франкопани
Франкопани су били хрватски племићки род. Уз племићки род Зринских, Франкопани се убрајају међу најзначајније хрватске породице од 11. до 17. века. Припадници породице Франкопан били су кнезови крчки, модрушки, винодолски, брачки, брињски, цетињски, дрежнички, гатански, хварски, корчулански, пожешки, рапски, сењски, слуњски и тржачки, капетани Рашпора и Краса (Истра и јужна Словенија) и Постојине и Бихаћа, начелници Сплита, Миља, Трогира и повремени господари многих имања у Хрватској, Босни, Угарској, Словенији, Аустрији, Италији и Шведској. Породица је дала више банова, генерала, капетана, војних заповедника, бискупа и надбискупа. 

## Франкопани до 14. века
У изворима се ова породица бележи као Francapani, Frangapani, Frangcipani, Frangepani, Frangiapani, Frangipani, Frangopani, Franepani. Порекло породице је непознато. Довођени су у везу са римским Франгипанима, али су сами Франкопани у 15. веку сматрали себе потомцима римског патриција Аниција. Данас преовладава мишљење да потичу са Крка. Почеци власти Франкопана на Крку нису довољно познати. Први по имену познати Франкопан био је кнез Дујам I који је владао крајем 11. или почетком 12. века. Умро је пре 23. августа 1163. године. Након Дујамове смрти Крком су овладали Млечани који су се споразумели са његовим синовима, Бартолом I и Видом I. Као крчки кнез, Вид I је заједно са братом владао до своје смрти 1197. године. Њихов савременик био је Бартол II. Синови Бартола I, Вид II и малолетни Хенри, и син Вида I, Иван I (умро после 1233) склопили су 1198. године уговор са млетачким дуждом Енриком Дандолом који им је следеће године повељом поверио на управу Крчку кнежевину. Браћа Вид II и Хенрик учествовали су у Петом крсташком рату на позив папе Хонорија III. Ратују и против Неретљана и босанских јеретика. Андрија II Арпад им је даровао острва Брач, Хвар, Корчулу и Ластово са мањим острвцима, али браћа никада нису успела да успоставе на њима власт. Према фалсификованим исправама Андрије II из 1209. и 1223. године Виду је осигурано наслеђе Модруша и Винодола. Браћа су се по повратку на Крк сукобила са Иваном I. Сукоб је завршен споразумом који је предвиђао наизменичну владавину (на шест месеци). Споразум је 1233. године потврдио млетачки дужд и Велико веће. Мартинусије, брат Ивана I, помиње се од друге половине 12. века као свештеник. Синови Вида били су Иван II (1242—1243), Фридрих I (1242—1251), Бартол III (1242—1251) и Вид III (1242—1251). Они су помогли угарском краљу Белу IV приликом његовог бега од Татара 1242. године. Због помагања угарског краља, млетачки дужд прогласио их је издајницима и лишио их је повластица на острву Крку. Повељом је краљ Бела припадницима Франкопана 1251. године потврдио власт над жупанијама Винодол и Модруш. Бартол III је имао сина Бартола, познатијег као Шкинела I (1254—1261), оснивача лозе кнезова крчких (позната и као Шкинелина лоза). Синови Вида III, оснивача Видове гране кнезова крчких били су Фридрих II, Бартол IV и Вид IV. Венеција је 1260/1. године вратила Франкопанима Крчку кнежевину. Половина острва припала је Шкинели I и његовим синовима Петру I (1261—1283), Шкинелу II и Бартолу V. Друга половина припала је Видовим синовима.
Оба огранка Франкопана плаћали су дужду годишњи трибут од 900 млетачких либри. Вид IV је имао синове Ивана III и Леонарда. Иван је од оца наследио титулу сењског начелника коју му је 1275. године потврдио Ладислав IV Куманац. Носио ју је до 1279. године. Фридрих је имао сина Дујма II. Франкопани у угарском грађанском рату подржавају Анжујце насупрот Арпадоваца. Иван III и Леонард су пре 23. јула 1290. године дошли у посед Гатанске жупаније.

## Франкопани у 14. веку
Шкинелску лозу почетком 14. века представљају синови Бартола V, Марко I, Шкинел III и Никола I. Видову лозу представља Леонард у Дујам II. Након Дујмове смрти (1317) старешинство Видове лозе преузима Вид V, син Ивана III. Имао је браћу Бартола VI, Фридриха IV и Ивана IV, који се не истичу у јавном животу. Вид V није испуњавао своје обавезе према Млечанима те они стају на страну Дујмова сина Фридриха III који је оставио синове Дујма III и Бартола VIII, као и ћерку Елизабету, удату за Павла II Брибирског. Франкопани се у међувремену приближавају Анжујцима од којих су 1335. године добили Столнобеоградску жупанију. То су први поседи Франкопана у Угарској. Браћа 1337. године долазе у сукоб са папом Бенедиктом XII око извора сењског бискупа. Браћа су 1344. године одбили помоћи Нелипчићима у борби против угарског краља Лајоша I. Дујам III није извршавао своје обавезе према Млечанима те га они лишавају поседа 1345. године. У време Задарске буне (1345—1346) браћа су на страни млетачких противника. Спашавају тврђаву Островицу Гргура II Брибирског од млетачког освајања. Млетачка одузима Франкопанима функције кнежева Крка и Сења. Бартол VIII 1349. године сређује односе са Млечанима и добија половину Крка, а Лајош I му 1350. године потврђује Модруш и Винодол. Имао је двојицу синова: Стјепана II и Ивана V. Са њима учествује на сабору у Книну. Изгледа да је Бартол 1357. године преузео другу половину Крка од Шкинела. Након Задарског мира (1358) наступа ново раздобље у историји кнежева крчких. Они су од тада поданици угарског краља. Шкинелина лоза тада не игра значајну улогу. Бартол VII је имао сина Марка I који је био ожењен Мабилијом, ћерком Паола Морозинија. О његовом брату, Николи II мало се зна. Његовом смрћу 1386. године гаси се Шкинелина лоза јер је Марко III (Николин син) умро 1384. године. Видову лозу наставили су синови Бартола VIII, Стјепан и Иван и две ћерке непознатих имена од којих је једна била удата за Ига VIII Девинског, а друга за Отона од Стубенберга. Стјепан је имао ћерку Елизабету која се касније удала за Фридриха II Цељског. Ивана V је наследио син Никола IV, хрватско-далматински бан. Ћерка непознатог имена била је удата за неког Пољака.

## Франкопани у 15. веку
Никола је имао десеторицу синова и једну ћерку. Наследили су га синови Иван VI (хрватско-далматински бан), Никола V, Стјепан III Модрушки (такође хрватско-далматински бан), Бартол IX, Дујам IV, Мартин IV, Жигмунд, Андрија I и Иван VII Крчки. Након очеве смрти (1432) браћа су се завадила. Банско достојанство преузима настарији Иван IV и дели га са братом Стјепаном што је потврдио и угарски краљ Жигмунд Луксембуршки. Папа Евгеније IV оштро прекорева браћу 1434. године јер одбијају прихватити новог сењског бискупа Ивана. Још неугоднији је био спор браће Франкопан са грофовима Цељским и кнезовима Зринским. Као арбитар наступа угарски краљ Жигмунд који позива браћу у Будим. Улрих II Цељски добио је половину Крка, а Николи Зринском су браћа морала вратити Слуњ. Након смрти Ивана VI, његова удовица Катарина предала је спорне поседе Матију Таловцу и преселила се са сином Јурјем I Цетињским у Рмањ на Уни. Тако се територије Франкопана смањују. Иван VI је у Шведској имао сина Матију о коме се мало зна, иако је у Шведској био један од водећих великаша. Стјепан III и преостала браћа склапају са Хабзбурговцима савез на десет година. Као присталице Хабзбурга, браћа у грађанском рату подржавају Елизабету.
Кнез Жигмунд Франкопан као Елизабетин посланик путује у Чешку 1441. године. Фридрих III је поверио на управу Ђурску бискупију Бартолу IX, а Дујма IV је 1447. године поставио за капетана у Крањској након што је функциу одузео његовом старијем брату Стефану. Браћа се од 1445. године међусобно сукобљавају. Стјепан и Мартин пристају уз напуљског краља Алфонса V Арагонског, а потом уз странку Јаноша Хуњадија, док остала браћа (сем Ивана који прилази Млецима) пристају уз Хабзбурговце. Како би се решио сукоб, сазван је 1449. године састанак у Модрушу на коме је велика територија браће подељена на осам делова. Седам су преузела седморица преживелих синова Николе IV док је осми део преузео син Ивана VI, Јурај I Цетињски. Једино је острво Крк и Сењ остало заједничко добро свих Франкопана. Николу V су 1456. године наследили син Бартол X и ћерка Барбара, удата за Вилијама Лихтенштајна од Микулова. Друга ћерка, Маргарита, била је монахиња у манастиру Светог Димитрија. Бартола IX су 1458. године наследили синови Иван VIII и Никола VI, као и ћерке Доротеја (удата за крбавског кнеза Карла Курјаковића) и Јелена (удата за Гашпара Хербста). Мир међу Франкопанима настао је измирењем Матије Корвина и цара Фридриха III 1462. године. Након пропасти Босанске краљевине (1463) Турци постају суседи Франкопана. Кнез Жигмунд је умро 1465. године остављајући удовицу Јелену и ћерку Барбару која је касније удата за српског деспота Вука Гргуревића Бранковића. Друга ћерка, Доротеја, касније се удала за Стјепана Благајског. Матија Корвин је сматрао да Жигмундова баштина припада угарској круни. Његове претензије су 1466. године поново нарушиле мир међу браћом. Франкопани се деле у две странке. Прва је окупљена око Стјепана III, а друга око његовог сина Бернардина Озаљског. Синови Јурја I Цетињског, Иван IX, Андрија II и Никола VII, посредују против Стјепана III. Због честих упада Турака, Франкопани су се 1469. године обратили за помоћ Млечанима. На то реагује Матија Корвин који удара на Франкопане, а његов капетан Блаж Подманицки продире до Сења и заузима град.
Поред тога, 1471. године долази до новог раздора међу Франкопанима. Иван VIII је на превару заробио стрица Мартина IV и држао га као заробљеника док није добио Скрад, Брибир и Бакар. Три године касније умро је без потомака Бартол X. Његова сестра продала је поседе стрицу Мартину и Стјепану III и његовом сину Бернардину. У немилости Матије Корвина остао је Иван VIII. Краљеве чете овладале су 1479. године свим његовим градовима. Франкопанска баштина се осипа. Матија Корвин је 1480. године овладао Мартиновим делом Винодола, а Иван VII је Млецима исте године предао Крк. Коначан ударац Франкопанима задају Турци који преко њиховим територија продиру у Фурланију, Истру и Словенију и запоседају франкопанске градове. Франкопани се убудуће истичу само као политичари, дипломати и ратници. Учествовали су 1493. године у бици на Крбавском пољу. Тада је погинуо Иван IX, син Јурја I Цетињског. Бернардин Озаљски се спасао, а у Цариград је као заробљеник одведен Никола VI. Његова жена га је откупила. Франкопани су на почетку 16. века веома бројни. Живи су потомци Стјепана III, Бернардин Озаљски и његови синови Матија I, Крсто I (хрватско-славонско-далматински бан) и Фердинанд, као и неколико кћери. Потомци Бартола IX били су Иван VIII и његови синови, Вук I, Крсто II и ћерка Катарина (удата за Бернардина Манасеса, капетана у Постојни). Живи су и потомци Јурја I Цетињског, Гргур I Цетињски (калочко-бачки бискуп) и ћерка Доротеја, удата за Ивана Благајског, као и Батолов син Никола VI и ћерке Доротеја и Јелена. Живи су потомци Дујма IV, Михаило Слуњски и његови синови, Матија II и Јурај II.

## Франкопани у 16. веку
Франкопани 1526. године учествују у бици на Мохачком пољу. Тамо је погинуо Матија II. У династичким борбама које су уследиле након битке Франкопани се деле те једни пристају уз надвојводу Фердинанда, а други уз Јована Запољу. Турци често продиру у породичне поседе Франкопана. Савременици ових догађаја били су потомци Ивана IX Цетињског, Фрањо и Катарина, као и син Фердинанда Озаљског, Стјепан IV и његова сестра Катарина (удата за Николу Зринског). Присутан је и син Јурја II, Фрањо I Слуњски, хрватско-славонско-далматински бан, и ћерка Ана. Године 1580. Франкопани су добили Новиград, Звечај, Луковдол и Нови Винодолски. Породица је била пред изумирањем. Смрћу Фрање гаси се цетинска лоза, а смрћу Фрање Слуског слуњска лоза. Смрћу Стјепана IV нестаје озаљска лоза. Жив је још Никола VIII, представник тржачке лозе. Оставио је потомство, синове Стјепана V и Гашпара I, као и ћерке Урсулу, Клару и Катицу.

## Последњи Франкопани
У 16. веку у Лабину су деловали Франкопани за које се не може поуздано утврдити којем огранку лозе су припадали. У изворној грађи помиње се 1505. године Јоанес Франкопан. Песник и хуманист Фридрих познат је као аутор латинских и италијанских стихова. У првој половини 17. века живе синови Гашпара I, Јурај III, Никола IX (хрватско-славонско-далматински бан) и Вук II, генерал. Управу над породичним поседима преузима најстарији Јурај који се 1581. године помиње као крајишки капетан у Огулину. Око 1600. године дели се са браћом и приступа протестантизму. Његови потомци прибегли су Млечанима. Син Вук истиче се у Ускочком рату (1616—1618). У 17. веку живи су потомци Вука II, Гашпар II, Јурај IV и Фран II, и ћерка Ана Катарина, жена Петра Зринског. Последњи припадници овог огранка Франкопана су син Јурја IV, Никола X и ћерка Марија Јулијана. Након смакнућа Франа II и пљачке франкопанских поседа, породица је уништена.

## Замкови
- Рушевине замка Тржана у Модрушу
- Цетински замак
- Замак у Дривенику
- Замак у Дрежнику
- Дубовачки замак
- Грижански замак
- Гробнички замак
- Замак у Краљевици
- Замак у Крку
- Замак у Новом Винодолу
- Новиградски замак
- Огулински замак
- Озаљски замак
- Рибнички замак
- Соколачки замак
- Слуњски замак
- Северински замак
- Замак у Старој Сушици
- Замак у Трсату
- Утврђени град Бихаћ